# Huidong
Huidong is een stad in de prefecuur Huizhou in de provincie Guangdong van China. Bij de volkstelling van 2020 had de stad 640.377 inwoners.